# Regina Wascana (circonscription saskatchewanaise)
Pour les articles homonymes, voir Regina (homonymie) et Wascana.
Circonscription électorale provinciale du Canada
Regina Wascana (initialement Regina South East) est une circonscription électorale provinciale de la Saskatchewan au Canada. Elle est représentée à l'Assemblée législative de la Saskatchewan de 1967 à 1991.

## Liste des députés
| Parlement                                                                              | Années            | Député                | Député             | Parti                     |
| Regina South East                                                                      | Regina South East | Regina South East     | Regina South East  | Regina South East         |
| -------------------------------------------------------------------------------------- | ----------------- | --------------------- | ------------------ | ------------------------- |
| 16e                                                                                    | 1967–1971         |                       | Henry Baker        | Néo-démocrate             |
| Regina Wascana                                                                         |                   |                       |                    |                           |
| 17e                                                                                    | 1971–1975         |                       | Henry Baker        | Néo-démocrate             |
| 18e                                                                                    | 1975–1978         |                       | Anthony Merchant   | Libéral                   |
| 19e                                                                                    | 1978–1982         |                       | Clinton White      | Néo-démocrate             |
| 20e                                                                                    | 1982–1986         |                       | Gordon Gray Currie | Progressiste-conservateur |
| 21e                                                                                    | 1986–1991         | Gordon Beattie Martin |                    | Progressiste-conservateur |
| Circonscription abolie dans Regina Hillsdale, Regina Victoria et Regina Wascana Plains |                   |                       |                    |                           |

## Résultats électoraux
Regina Wascana (1971 - 1991)

Regina South East (1967 - 1971)